# Max Niedermann
Max Niedermann (Winterthur, 19 de maig de 1874-Neuchâtel, 12 de gener de 1954) fou un polític i filòleg clàssic suís.

## Biografia
Max Niedemann era fill d'una família de comerciants formada pel matrimoni Jakob i Regula Susanna (cognom de soltera, Stolz). El 1901 es casà amb Jeanne Augusta Pierrehumbert. Estudià batxillerat a Winterthur. Des de 1893 fins a 1894 estudià a la Universitat de Zürich i des de 1894 a 1897 a la Universitat de Basilea. El 1897 es doctorà amb la tesi e und i im Lateinischen. Ein Beitrag zur Geschichte des lateinischen Vokalismus (e i i en llatí. Una aportació a la història del vocalisme llatí) dirigida per Jacob Wackernagel. Després de diverses estades a París de 1897 a 1899 i Friburg de Brisgòvia, treballà de 1900 a 1906 com a professor a l'Institut de La Chaux-de-Fonds. A continuació ocupà el càrrec de catedràtic no numerari, de 1909 a 1911 el de supernumerari, de 1911 a 1925 el de titular de la Universitat de Basilea de Lingüística Comparada i sànscrit. El 1925 abandonà Basilea i ocupà el càrrec de catedràtic de Llengua i Literatura Llatina així com de Lingüística General de la Universitat de Neuchâtel. De 1933 a 1935 fou rector i a partir de 1944 catedràtic emèrit.
Niedermann fou membre del “Comitato permanente par l'Etrurie”, de la Societat filològica letona i a partir de 1946 acadèmic de l'Institut de França. Publicà més de 300 treballs sobre etimologia llatina, glosses llatines, llatí vulgar i crítica textual. Fou doctor honoris causa per les universitats de Riga (1929), Ginebra (1944) i Besançon (1947).

## Vida política
L'any 1919 visità a petició del Departament federal de justícia i ordre públic el camps d'internament francesos on eren confinats els exiliats de les Potències Centrals. De 1937 a 1945 fou diputat del partit liberal. L'any 1945 participà en un seguit de conferències sobre la qüestió dels refugiats lituans a Yverdon. Un altre àmbit d'interès fou la situació política dels estats bàtics i la seva cultura.

## Mencions
- 1929 Doctor honoris causa per la Universitat Lettlands a Riga
- 1944 Doctor honoris causa per la Universitat de Ginebra
- 1947 Doctor honoris causa per la Universitat de Besançon

## Obres
- Précis de phonétique historique du latin (1906).
- Proben aus der sogenannten Mulomedicina Chironis, Buch II und III (1910).
- Marcelli de medicamentis liber (1916).
- Wörterbuch der litauischen Schriftsprache. Litauisch-Deutsch.
- Titus Maccius Plautus. Aulularia, Menaechmi, Mostellaria (1947).
- M. Fabii Quintiliani Institutionis oratoriae libri primi capita de gramatica (I 4-8) (1947).
- Litauen nach dem Krieg (1918)
- Polen und Litauen (1919)
- La catastrophe polonaise (1920)